# ياسوهارو تاكاناشي
ياسوهارو تاكاناشي (高梨康治 تاكاناشي ياسوهارو) هو ملحن وعازف آلات مفاتيح ياباني ولد في 13 أبريل 1964 في طوكيو.

## أعماله في السينما اليابانية
- غيغيغي نو كيتارو: لعنة الألفية

## أعماله في الدراما اليابانية
- النوم في المطر

## أعماله في التوكوساتسو
- الغرانسيزر
- غينسيشين جاستيرايزر
- ألترامان روب

## أعماله في الأنمي

### مسلسلات أنمي تلفزيونية
- ناروتو شيبودن (بالتعاون مع يايبا)
- بوروتو: ناروتو نكست جينيريشنز (بالتعاون مع يايبا)
- فتاة الجحيم (بالتعاون مع هيرومي ميزوتاني)
- فتاة الجحيم: القفصين (بالتعاون مع هيرومي ميزوتاني)
- فتاة الجحيم: الإبريق ثلاثي القوائم (بالتعاون مع هيرومي ميزوتاني و كينجي فوجيساوا)
- فتاة الجحيم: رفيق المساء
- عروس سيتو
- مونونوكي
- أياكاشي
- بي بليد ج3
- إيداتين جمب
- نحو تيرا
- The Wallflower
- غانتز
- القبلة الخادعة
- إيكي توسن Dragon Destiny
- إيكي توسن Great Guardians
- إيكي توسن XTREME XECUTOR
- شين إيكي توسن
- واغايا نو أويناري ساما
- فايري تايل
- شيكي
- بيلزيباب (بالتعاون مع كينجي فوجيساوا)
- حكايات آن (بالتعاون مع هيرومي ميزوتاني وكينجي فوجيساوا)
- طموحات أودا نوبونا
- كرايم إدج القاطعة
- فانتازيستا دول
- لوغ هورايزون
- زيكس إغنيشن
- سأتحول إلى فتاة تسريحة الذيلين!
- شو باي روك!! (بالتعاون مع Funta7 و Rega Sound)
- شو باي روك!!# (بالتعاون مع Funta7 و Rega Sound)
- شو باي روك!! ماشمايريش!! (بالتعاون مع Funta7)
- مونونوكيان النكد
- أول آوت!!
- النمر المقنع W (بالتعاون مع يايبا)
- إلدلايف
- تسوغومومو
- كيلينغ بايتس
- سيلور مون كريستال Season III
- غيغيغي نو كيتارو (2018) (بالتعاون مع يايبا)
- كاليغولا (بالتعاون مع تسوكاسا ماسوكو، Funta7، Rega Sound و كينجي إيواتا)
- ماغميل اللازوردي
- زومبي لاند ساغا (بالتعاون مع Funta7)
- زومبي لاند ساغا ريفنج (بالتعاون مع Funta7)
- هياكو (بالتعاون مع تسونكو، كينجي فوجيساوا وهيرومي ميزوتاني)
- تايشو أوتومي أوتوغيباناشي
- عديمة الموهبة نانا
- طوكيو ميو ميو نيو
- بريق الباكوماتسو
- إعادة تجسيدي في هيئة سيف

### أنمي الإنترنت
- سيلور مون كريستال
- كينغان أشورا
- سجلات راغناروك
- باستارد!! (2022)

### أوفا أنمي
- قبضة نجم الشمال الجديدة (بالتعاون مع يايبا)
- كارنفال فانتازم
- فيت/بروتوتايب
- فيت/غراند كارنفال (بالتعاون مع كيتا هاغا)
- هيلو ليجندز
- إيكي توسن في كيوتو
- إيكي توسن Extravaganza Epoch
- إيكي توسن Western Wolves

### أفلام أنمي
- ناروتو شيبودن: الفيلم (بالتعاون مع يايبا)
- فيلم ناروتو شيبودن: الروابط (بالتعاون مع يايبا)
- فيلم ناروتو شيبودن: إرادة النار (بالتعاون مع يايبا)
- فيلم ناروتو شيبودن: البرج المفقود (بالتعاون مع يايبا)
- فيلم ناروتو شيبودن: سجن الدم (بالتعاون مع يايبا)
- ناروتو شيبودن: الطريق إلى النينجا (بالتعاون مع يايبا)
- الأخير: ناروتو الفيلم (بالتعاون مع يايبا)
- بوروتو: ناروتو الفيلم (بالتعاون مع يايبا)
- فايري تايل: حارسة العنقاء
- فايري تايل: دراغون كراي
- سيلور مون إترنال

## أعماله في ألعاب الفيديو
- غنجي: دون أوف ذا ساموراي
- غنجي: دايز أوف ذا بليد
- جاي-ستارز فيكتوري فيرسيس (ضمن Team MAX)

## وصلات خارجية
- ياسوهارو تاكاناشي على موقع IMDb (الإنجليزية)
- ياسوهارو تاكاناشي على موقع ميوزك برينز (الإنجليزية)
- ياسوهارو تاكاناشي على موقع ديسكوغز (الإنجليزية)
- ياسوهارو تاكاناشي على موقع قاعدة بيانات الفيلم (الإنجليزية)
- ياسوهارو تاكاناشي على موقع ANN person (الإنجليزية)